# Robert Indermaur
Robert Indermaur (* 9. Juni 1947 in Chur, Graubünden) ist ein Schweizer Künstler.

## Leben und Werk
Indermaur besuchte die Schule in Chur bis zum Abschluss am Bündner Lehrerseminar im Jahr 1967. In den folgenden Jahren reiste er mit Freunden durch Europa, Asien und Afrika. Zwischendurch unterrichtete er als Primarlehrer in St. Antönien, Passugg, Domat/Ems und Chur. Mit seiner späteren Frau und einigen Freunden gründete er 1974 in Chur das erste Kleintheater (Klibühni Schnidrzunft), das sie während zehn Jahren leiteten.
Vor gut 50 Jahren begann er die Malerei zum Beruf zu machen. Zuerst als abstrakter, dann als figurativer Maler und später auch Bildhauer. Sein bildnerisches Schaffen basiert auf autodidaktischen Studien. In seinem Frühwerk sind Einflüsse des phantastischen Realismus seines Bündner Kollegen H. R. Giger spürbar, später der malerische Realismus von Varlin. In seiner gesellschaftskritischen Malerei arbeitet Indermaur seit den 1980er-Jahren zunehmend in Bildzyklen. Die Figuren wachsen zu Menschengruppen an, die Architekturelemente mutieren zu Theaterbühnen, auf denen Situationen der Comédie humaine, zwischen liebevoller Karikatur und Satire, dargestellt werden. Zu einem der Hauptthemen gehört der Kleinbürger in der Wohlstandsgesellschaft. Er hat verschiedene Skulpturen und Wandbilder für den öffentlichen Raum und für drei Theaterproduktionen das Bühnenbild geschaffen. 1989/90 verbrachte er ein Jahr in Kalifornien/USA. Ansonsten lebt er seit 1983 in Almens. Er arbeite dort und ab 2004 auch im zweiten Atelier im Nachbardorf Paspels.
Indermaur ist seit 1975 verheiratet und hat drei Kinder.

## Ausstellungen (Auswahl)

### Einzelausstellungen
- 2017/18: Forum Würth Chur[1]
- 2016, 2012, 2009: Kunstkeller, Bern
- 2007: Galerie Hilt, Basel

## Auszeichnungen
- 1973: Bündner Förderpreis
- 1998: Bündner Anerkennungspreis